# Флаг Хадыженского городского поселения
Флаг муниципального образования Хады́женское городское поселение Апшеронского района Краснодарского края Российской Федерации — опознавательно-правовой знак, служащий официальным символом муниципального образования.
Флаг утверждён 14 февраля 2012 года решением Совета Хадыженского городского поселения № 130 и внесён в Государственный геральдический регистр Российской Федерации с присвоением регистрационного номера 7482.

## Описание
«Прямоугольное полотнище с отношением ширины к длине 2:3, воспроизводящее композицию герба Хадыженского городского поселения Апшеронского района в синем (голубом), зелёном, жёлтом, белом и чёрном цветах».
Геральдическое описание герба гласит: «В лазоревом и зелёном скошенном поле серебряная зазубренная перевязь справа сопровождаемая в лазури — золотым орлом, держащим в клюве ветвь самшита, того же металла, с червлёными плодами, в зелени — положенные сообразно перевязи золотой лист папоротника и три капли (две серебряные и меж ними одна чёрная)».

## Обоснование символики
Флаг языком символов и аллегорий отражает исторические, культурные и экономические особенности сельского поселения.
Зелёный цвет указывают на залесённую предгорную зону отрогов Главного Кавказского хребта, где расположены земли поселения и символизирует природу, плодородие, жизнь, здоровье.
Белая зазубренная полоса аллегорически указывает на многочисленные горные реки и речушки с их водопадами протекающие через земли Хадыженского городского поселения.
Синий цвет (лазурь) символизирует чистое небо, честь, искренность, добродетель, возвышенные устремления.
Изображение золотого орла указывает на наличие горных орлов в окрестностях Хадыженска и является символом храбрости, силы, мужества, свободы я величия.
Изображение ветвей самшита колхидского и папоротника кавказского указывает на наличие данных реликтовых растений в окрестностях Хадыженска, а также аллегорически показывает уникальную природу и символизируют молодость, красоту.
Жёлтый цвет (золото) — символ величия, богатства, процветания, прочности.
Изображение белых и чёрной капель аллегорически указывает на богатые залежи минеральных вод и нефти, составляющих одно из экономических направлений в развитии поселения.
Белый цвет (серебро) — символ мудрости, совершенства, чистоты.
Чёрный цвет символизирует постоянство, мудрость.